# Штефання

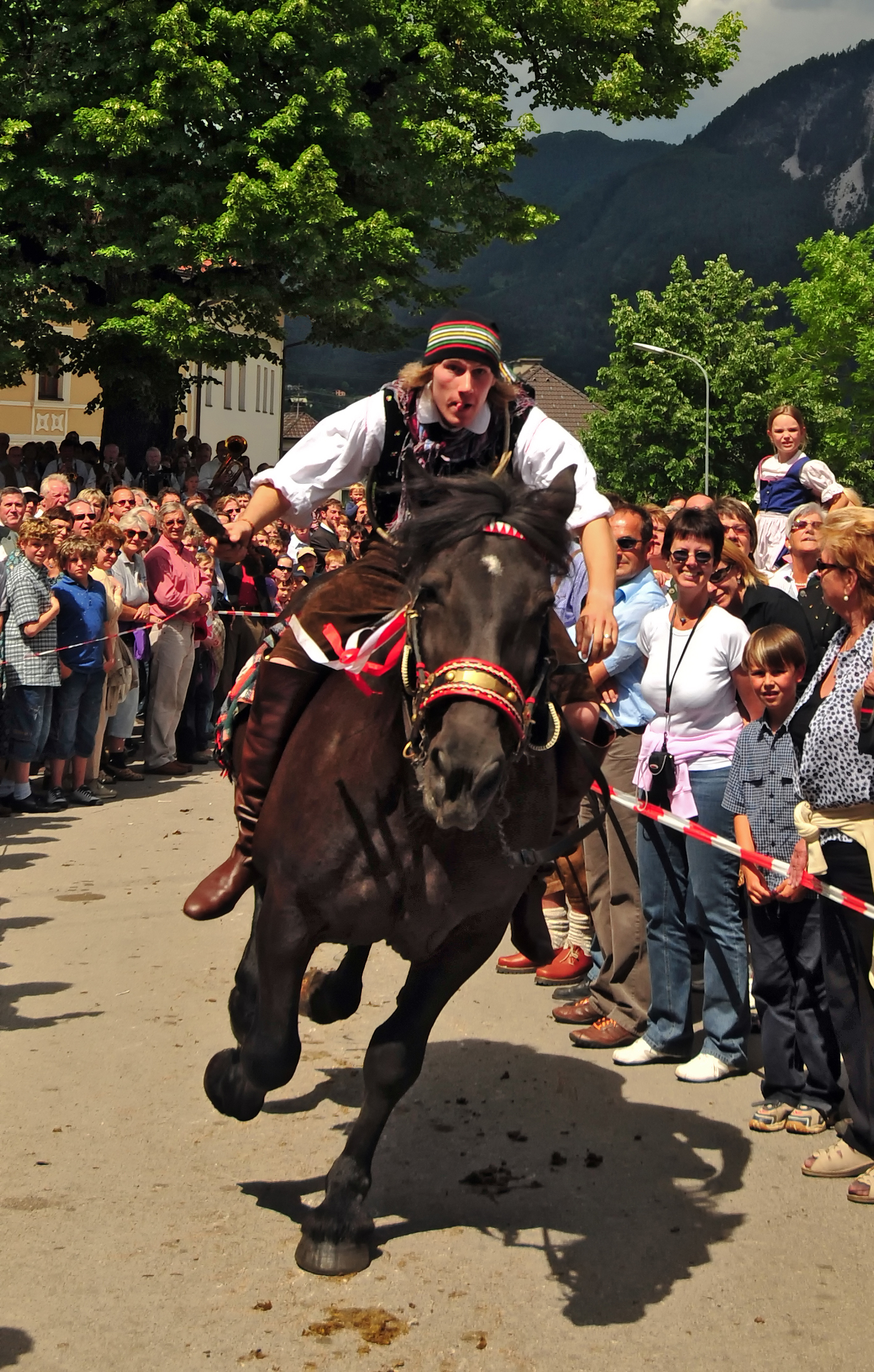
Учасник змагання на коні породи норікер. Файстріц-ан-дер-Гайль

Ште́фання (словен. štehvanje, нім. Kufenstechen) — традиційна словенська забава, одна з форм джостингу, що збереглася в південній частині Каринтії (Австрія); проводиться під час німецьких церковних фестивалів у нижніх долинах ріки Гайль у розпал туристичного сезону. Словенський різновид забави (štehvanje) проводиться кожного року в Любляні (Савлє, іноді в сусідніх поселеннях) починаючи з 1930-х.

## Історія

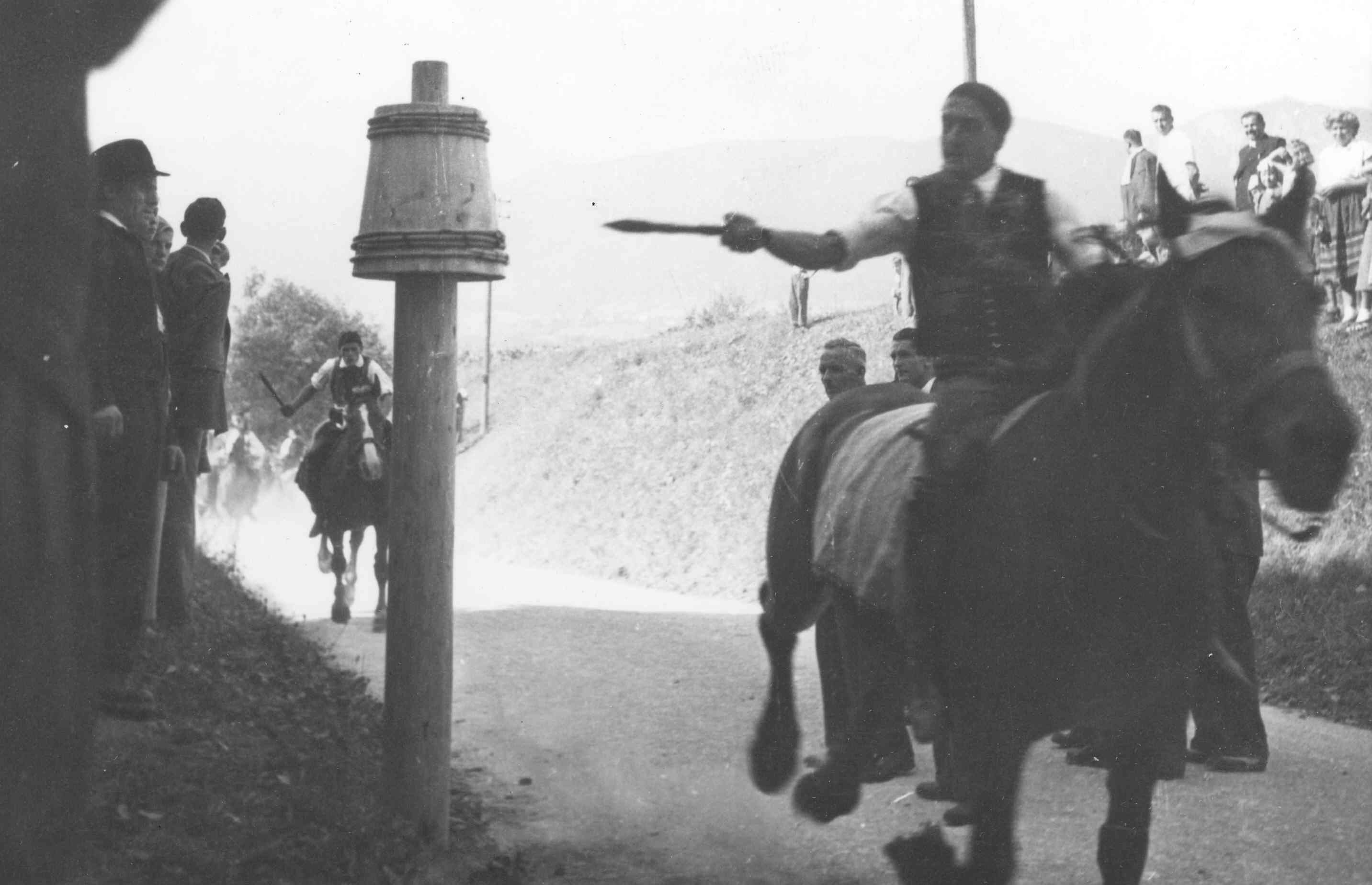
Словенська квінтана (штефання). Ахоміц (Захомець), долина ріки Гайль, 1951

Існує популярна думка, що забава є сільським варіантом лицарського поєдинку квінтана (лат. quīntāna). Виникла як частина середньовічних турнірів та місцевих релігійних ігор. Можливо, походить з італійських регіонів Фріулі та Істрія, де була популярною у XVIII столітті. Візники, приїхавши з Трієста до Відня через Удіне й Тарвізіо, привезли з собою цю традицію до Австрії.
Словенська назва походить від німецького слова stechen, що означає колоти. Учасники насаджують діжку на довгий залізний стовп, а після початку змагань, проїжджаючи дистанцію на коні, сильно б'ють по ній спеціальною битою.
У 1804 Іоганн Баптист Австрійський згадував, що був свідком проведення змагання в населеному пункті Санкт-Штефан-ім-Гайльталь. З 1935, коли етномузиколог Франс Марольт презентував його на фольклорному фестивалі в Любляні, змагання почало проводитися на території Люблянського Посав'я (Єжиця, Савлє, Клече, Стожице та Мала Вас). У долині ріки Гайль змагання проводилось під головуванням Янко Цвіттера з Ахоміца (нині Гоентурн).

## Проведення змагання

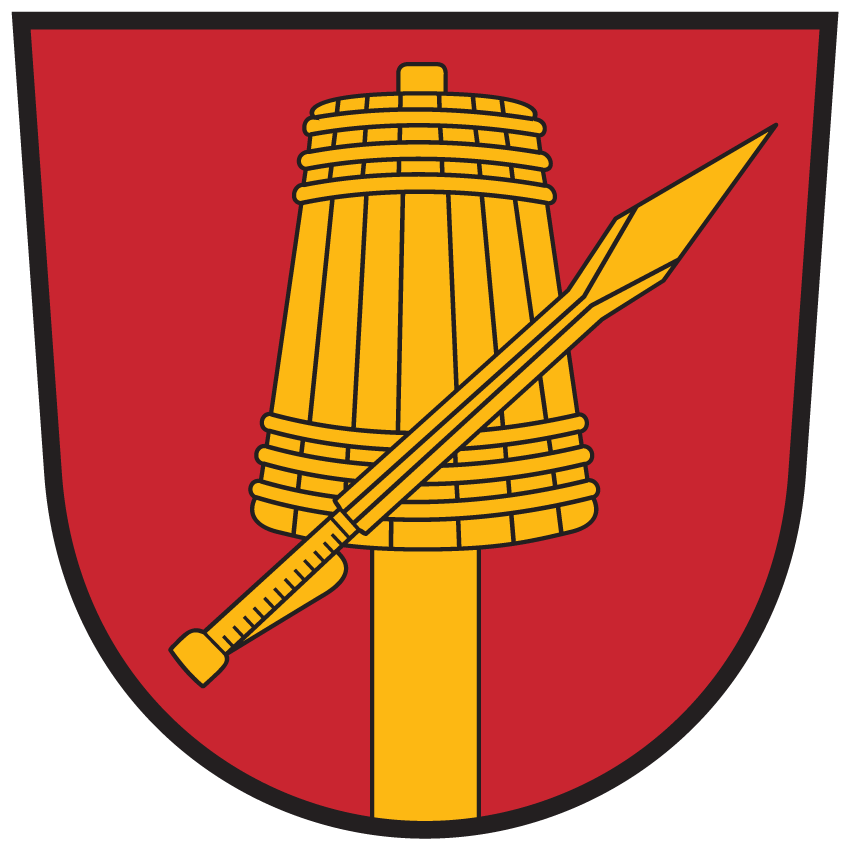
Головні атрибути штефання

У змаганнях, що проводяться в долинах ріки Гайль, на вкопаному в землю дерев'яному стовпі знаходиться дерев'яна діжка зі світло-коричневими кільцями. Молоді неодружені чоловіки проїжджають на коні біля діжки та б'ють по ній, намагаючись збити кільця. Учасники вдягнені в національний костюм цих територій — трахт — та їздять на важких конях породи норікер. Після того, як діжка від ударів розбивається, змагання завершують. Потім необхідно проїхати дистанцію декілька разів, після чого переможець отримує призовий вінок. Після змагань хлопці співають церемоніальну пісню Bug nan dajte n dober čas (Боже, дай нам добрі часи), яку супроводжує народний танець, що має назву високий (словен. visoki rej), або перший (словен. prvi ples). Хлопці беруть дівчат, одягнених у барвисті національні костюми, на танець під липою (словен. na rej pod lipo). В Німеччині та Словенії танці супроводжуються піснями.
На території Савлє забава має більш змагальний характер. Учасники за збиті кільця отримують бали. Переможцем є той, хто отримає найбільшу кількість балів або той, чий кінь має більшу вагу (якщо в обох учасників однакова кількість балів). Учасники одягнені в національні костюми Верхньої Крайни. Після змагання розпочинаються традиційні словенські фестивалі та лотерея.